# مضيق سنغافورة
مضيق سنغافورة (بالإنجليزية:Singapore Strait) مضيق يبلغ طوله 105 كيلومترًا (65 ميلًا) وعرضه 16 كيلومترًا (9.9 ميل) يقع بين مضيق ملقا في الغرب ومضيق كاريماتا في الشرق. تقع سنغافورة شمال المضيق ، وجزر رياو في الجنوب. تمتد الحدود بين إندونيسيا وسنغافورة على طول المضيق.
يشمل المضيق على ميناء كيبل والعديد من الجزر الصغيرة. يوفر المضيق ممرًا للمياه العميقة لميناء سنغافورة ، مما يجعله مزدحمًا للغاية. تعبر المضيق ما يقرب من 2000 سفينة تجارية يوميًا. يحد عمق مضيق سنغافورة من العمق الأقصى لغاطس السفن التي تعبر مضيق ملقا .

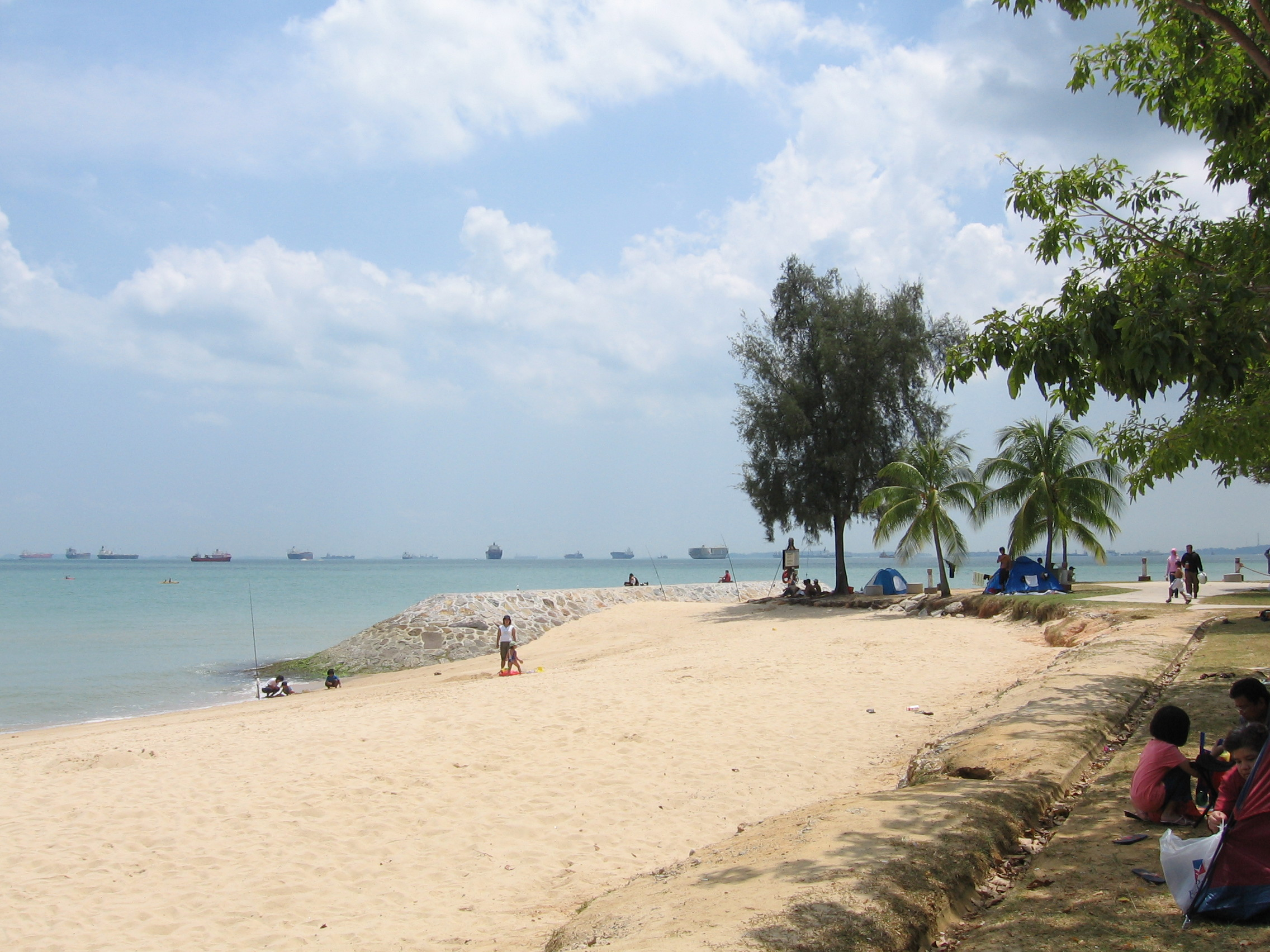
مضيق سنغافورة، كما يرى من ساحل بارك الشرق.

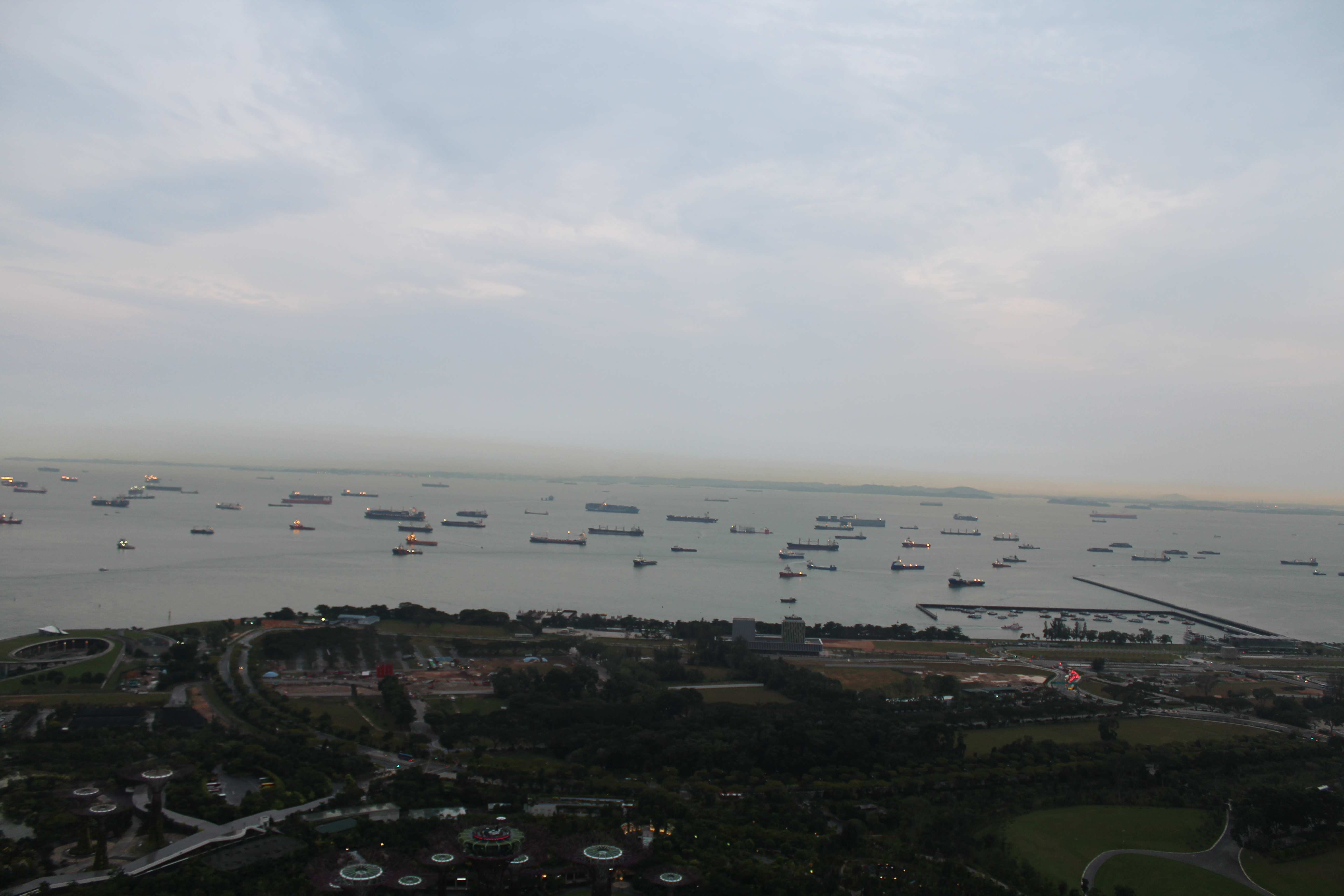
مضيق سنغافورة، كما يرى من مارينا باي ساندز.